# Olympische Geschichte Indonesiens
| Gelbes Symbol für Goldmedaillen mit stilisierten Olympischen Ringen | Graues Symbol für Silbermedaillen mit stilisierten Olympischen Ringen | Braundes Symbol für Bronzemedaillen mit stilisierten Olympischen Ringen |
| ------------------------------------------------------------------- | --------------------------------------------------------------------- | ----------------------------------------------------------------------- |
| 9                                                                   | 13                                                                    | 13                                                                      |

Indonesien, dessen NOK, das Komite Olahraga Nasional Indonesia, 1946 gegründet und 1952 vom IOC anerkannt wurde, nimmt seit 1952 an Olympischen Sommerspielen teil. 1963 richtete Indonesien die GANEFO, die Games of the New Emerging Force, aus. Das IOC erklärte, dass Athleten, die an diesen Spielen teilnähmen, für die nächsten Olympischen Spiele gesperrt würden. 1964 konnte Indonesien keine Athleten zu den Tokioter Spielen schicken. 1980 schloss man sich dem Boykott der Spiele von Moskau an. An Winterspielen nahmen bislang keine indonesischen Sportler teil. Jugendliche Sportler wurden zu beiden bislang ausgetragenen Jugend-Sommerspielen entsandt.

## Übersicht
Die erste indonesische Olympiamannschaft bestand 1952 aus einem Leichtathleten, einem Schwimmer und einem Gewichtheber. Bei folgenden Sommerspielen traten indonesische Athleten in den Sportarten Fußball, Fechten und Schießen (ab 1956), Boxen, Radsport und Segeln (ab 1960), Bogenschießen und Wasserspringen (ab 1972), Tischtennis, Tennis und Ringen (ab 1988), Badminton, Kanusport und Judo (ab 1992), Beach-Volleyball (ab 1996), Taekwondo (ab 2000) und Rudern (ab 2004) an.
Am 20. Juli 1952 ging mit dem Leichtathlet Maram Sudjarmoto der erste Olympionike Indonesiens an den Start. Am 29. November 1956 nahm mit der Schwimmerin Ria Tobing die erste Frau Indonesiens bei Olympischen Spielen teil.
Erfolge blieben bis 1972 aus. Erst 1976 konnte sich die Bogenschützin Leane Sunjar mit Platz 9 eine Top-10-Platzierung sichern. 1984 konnte der Gewichtheber Maman Suryaman im Fliegengewicht Platz 5 erreichen. 1988 wurde Dirdja Wihardja Vierter im Bantamgewicht. In Seoul gewann die Frauenmannschaft im Bogenschießen mit Silber die erste olympische Medaille Indonesiens. In der Einzelwertung erreichte Nurfitriyana Saiman Platz 9.
Als Badminton 1992 olympische Sportart wurde, dominierten zunächst indonesische Spieler und Spielerinnen die Wettbewerbe. Die ersten indonesischen Olympiasieger waren Badmintonspieler. Im Männereinzel gewannen Indonesier alle drei Medaillen. Gold ging an Alan Budikusuma, Silber an Ardy Wiranata und Bronze an Hermawan Susanto. Im Doppel gewannen Eddy Hartono und Rudy Gunawan Silber. Bei den Frauen wurde Susi Susanti, die Ehefrau des Siegers bei den Männern, Olympiasiegerin im Einzel. Im Bogenschießen erreichte Hendra Setijawan Platz 6 in der Einzelwertung der Männer.
Im Badminton gelangen indonesischen Athleten auch 1996 in Atlanta Medaillengewinne. Während im Männereinzel Heryanto Arbi im Spiel um die Bronzemedaille scheiterte, wurde das Duo Rexy Mainaky und Ricky Subagja Olympiasieger im Doppel. Antonius Ariantho und Denny Kantono gewannen Bronze. Bei den Frauen gewann Mia Audina Silber im Einzel, Susi Susanti gewann Bronze.
Drei Medaillen konnten die Badmintonspieler 2000 in Sydney gewinnen. Candra Wijaya und Tony Gunawan wurden Olympiasieger im Doppel. 12 Jahre später startete Gunawan für die USA. Im Einzel gewann Hendrawan Silber. Auch das gemischte Doppel Minarti Timur und Tri Kusharyanto gewann Silber. Auch im Gewichtheben konnten Medaillen gewonnen werden. Alle drei angetretenen Gewichtheberinnen schafften es auf das Siegertreppchen. Im Fliegengewicht gewannen Raema Lisa Rumbewas Silber und Sri Indriyani Bronze. Im Federgewicht holte Winarni Binti Slamet Bronze.
2004 in Athen gewann Taufik Hidayat die Goldmedaille im Badminton-Einzel. Bronze ging an Sony Dwi Kuncoro. Im Doppel der Männer gewannen Eng Hian und Flandy Limpele Bronze. Gewichtheberin Raema Lisa Rumbewas war ins Federgewicht gewechselt und gewann auch hier Silber. Im Badminton 2008 wurden Markis Kido und Hendra Setiawan Olympiasieger im Doppel. Das gemischte Doppel Liliyana Natsir und Nova Widianto holten Silber, Maria Kristin Yulianti gewann Bronze im Einzel. Im Gewichtheben konnten diesmal die Männer Medaillen gewinnen. Eko Yuli Irawan gewann Bronze im Bantamgewicht, Triyatno im Federgewicht. Raema Lisa Rumbewas erreichte im Federgewicht Platz 4. Die ursprüngliche Drittplatzierte, die Weißrussin Anastassija Nowikawa, wurde im Sommer 2016 bei des Dopings überführt und disqualifiziert. Rumbewas wurde die Bronzemedaille zugesprochen.
2012 in London kam es im Badmintonturnier zu einem Eklat, an dem auch indonesische Spielerinnen beteiligt waren. Greysia Polii und Meiliana Jauhari wurden im Frauendoppel wegen des Verdachts auf Spielmanipulation disqualifiziert. Im letzten Vorrundenspiel waren sie offensichtlich nicht willens, ihr Spiel zu gewinnen. Im Falle einer Niederlage wären sie in der folgenden Runde, die im K.-o.-System gespielt wurde, auf vermeintlich schwächere Gegner gestoßen. Auch zwei Paare aus Südkorea und eines aus der Volksrepublik China wurden aus dem Wettbewerb genommen. Zum ersten Mal, seit Badminton olympische Sportart geworden war, konnten keine Medaillen gewonnen werden. Das gemischte Doppel Tontowi Ahmad und Lilyana Natsir verlor das Match um die Bronzemedaille. Die einzigen Medaillen in London wurden von Gewichthebern gewonnen. Im Federgewicht der Männer gewann Eko Yuli Irawan eine weitere Bronzemedaille. Triyatno war ins Leichtgewicht gewechselt und konnte dort Silber gewinnen. Im Federgewicht der Frauen erreichte Citra Febrianti Platz 4. Die ursprüngliche Siegerin, die Kasachin Sülfija Tschinschanlo, wurde 2016 positiv auf Doping getestet und nachträglich disqualifiziert. Auch die Drittplatzierte, Cristina Iovu aus Moldau, war gedopt und disqualifiziert worden. Febrianti rückte auf den Silberrang vor.
In Rio de Janeiro 2016 wurde Lilyana Natsir mit ihrem Partner Tontowi Ahmad Olympiasieger im gemischten Badmintondoppel. Im Gewichtheben gewann Eko Yuli Irawan Silber im Federgewicht. Bei den Frauen holte Sri Wahyuni Agustiani Silber im Fliegengewicht.

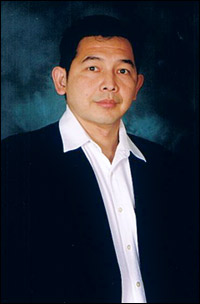
Rudy Gunawan, Silber 1992
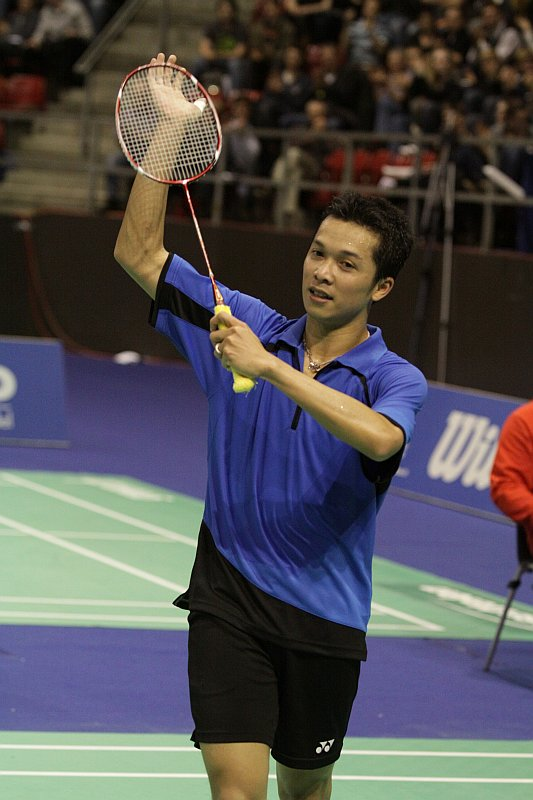
Taufik Hidayat, Olympiasieger 2004
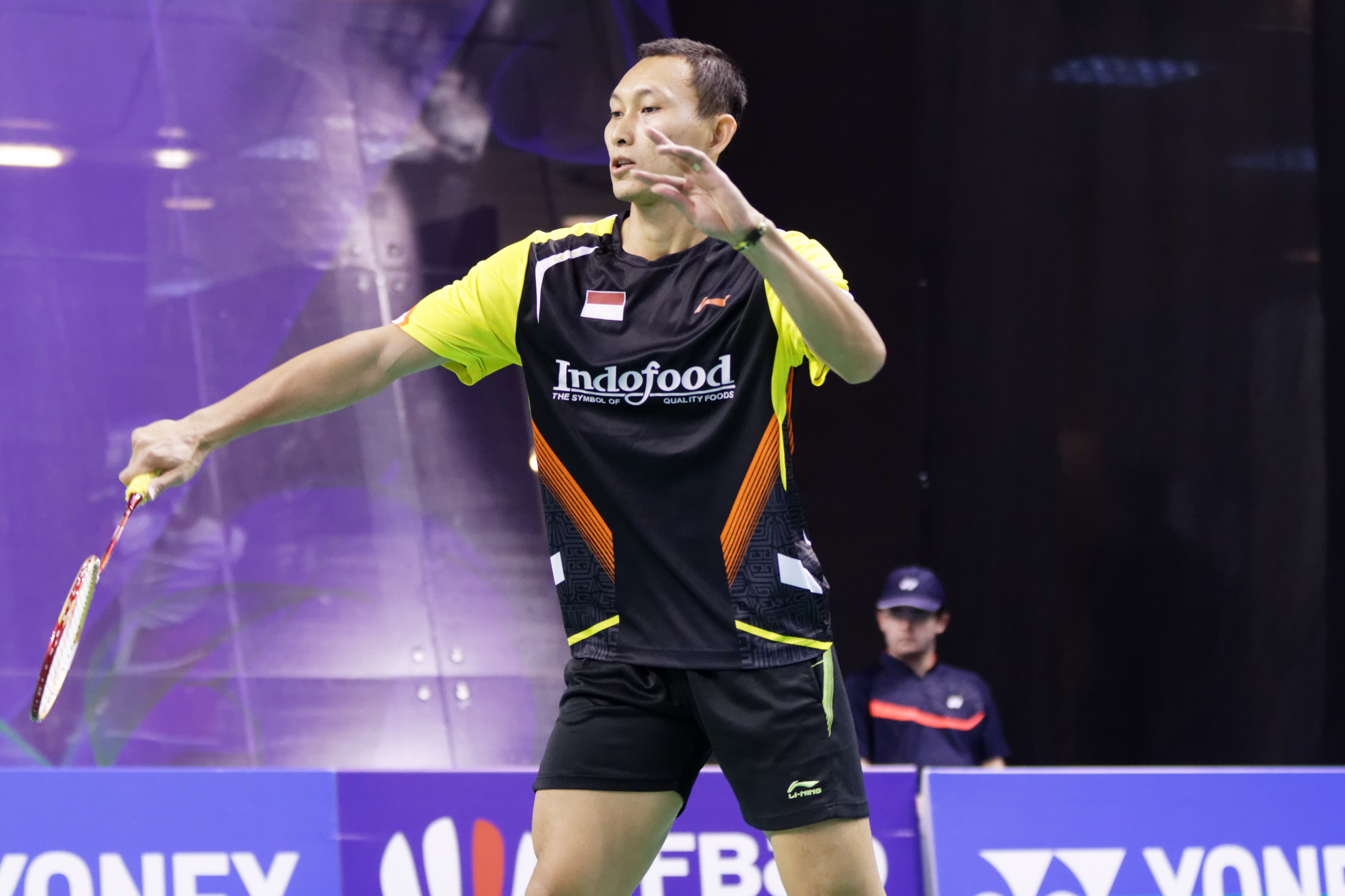
Sony Dwi Kuncoro, Bronze 2004
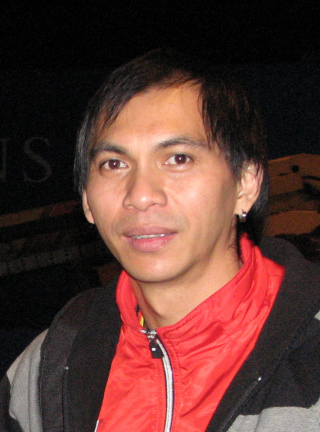
Flandy Limpele, Bronze 2004
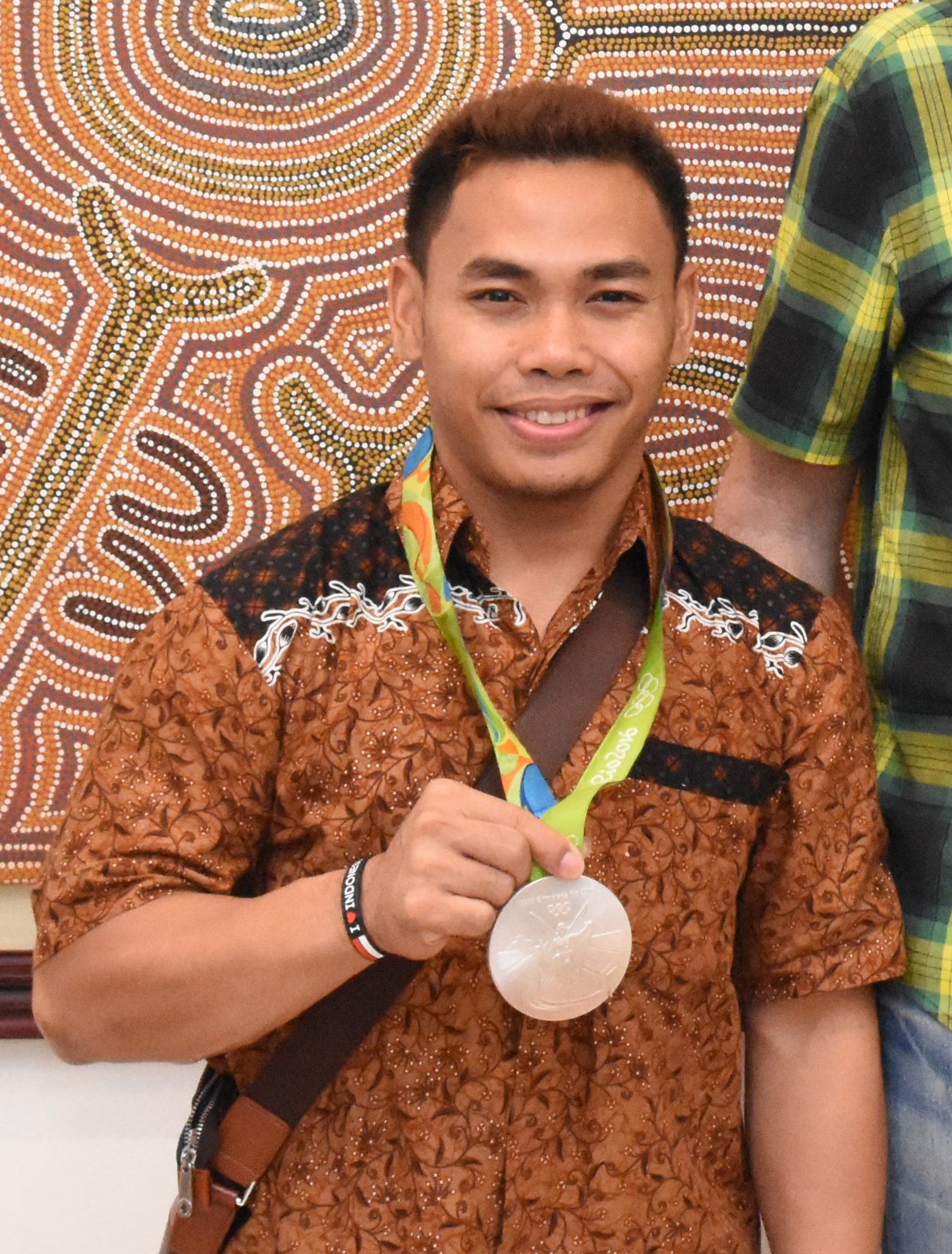
Eko Yuli Irawan, Bronze 2008 und 2012, Silber 2016
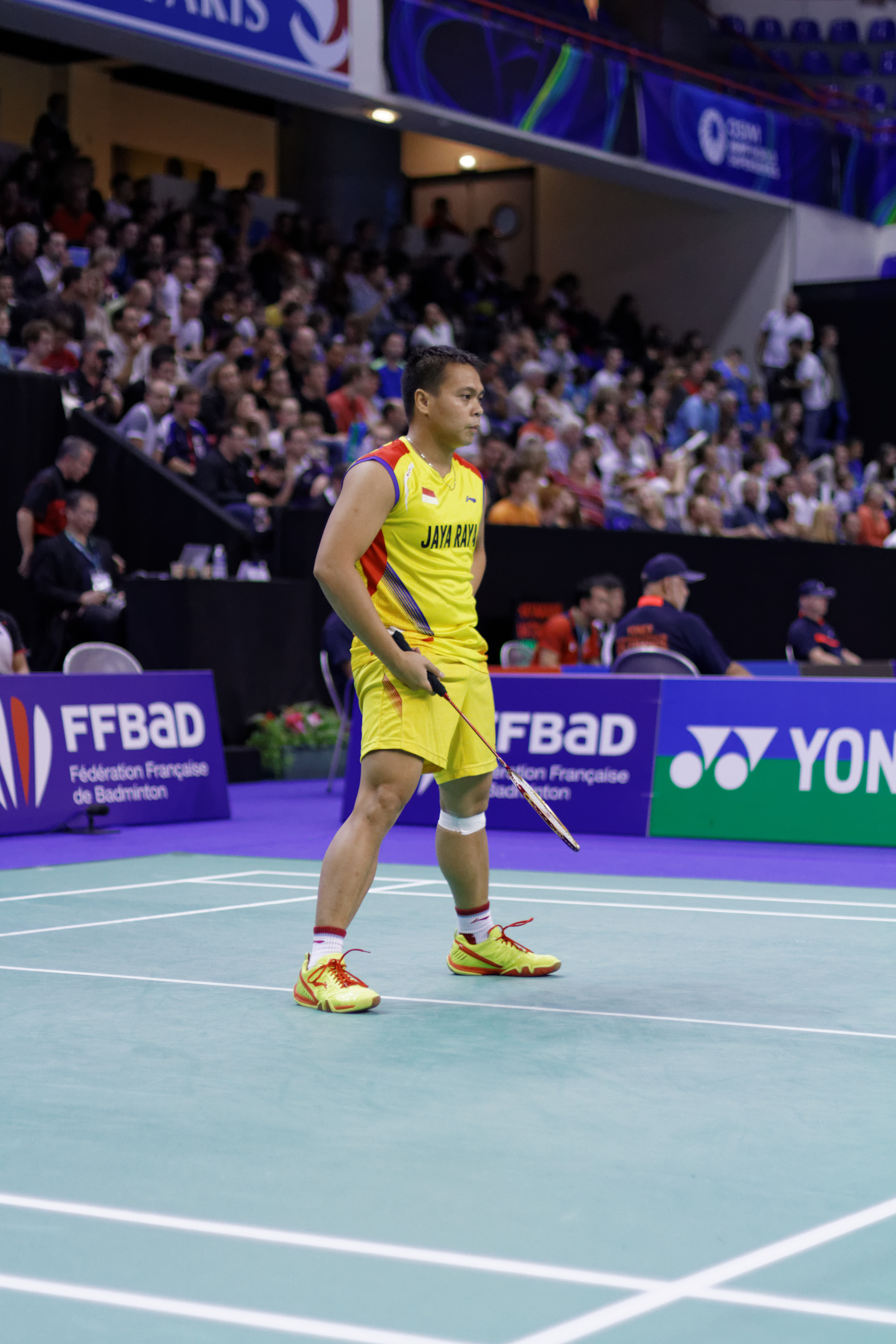
Markis Kido, Olympiasieg 2008
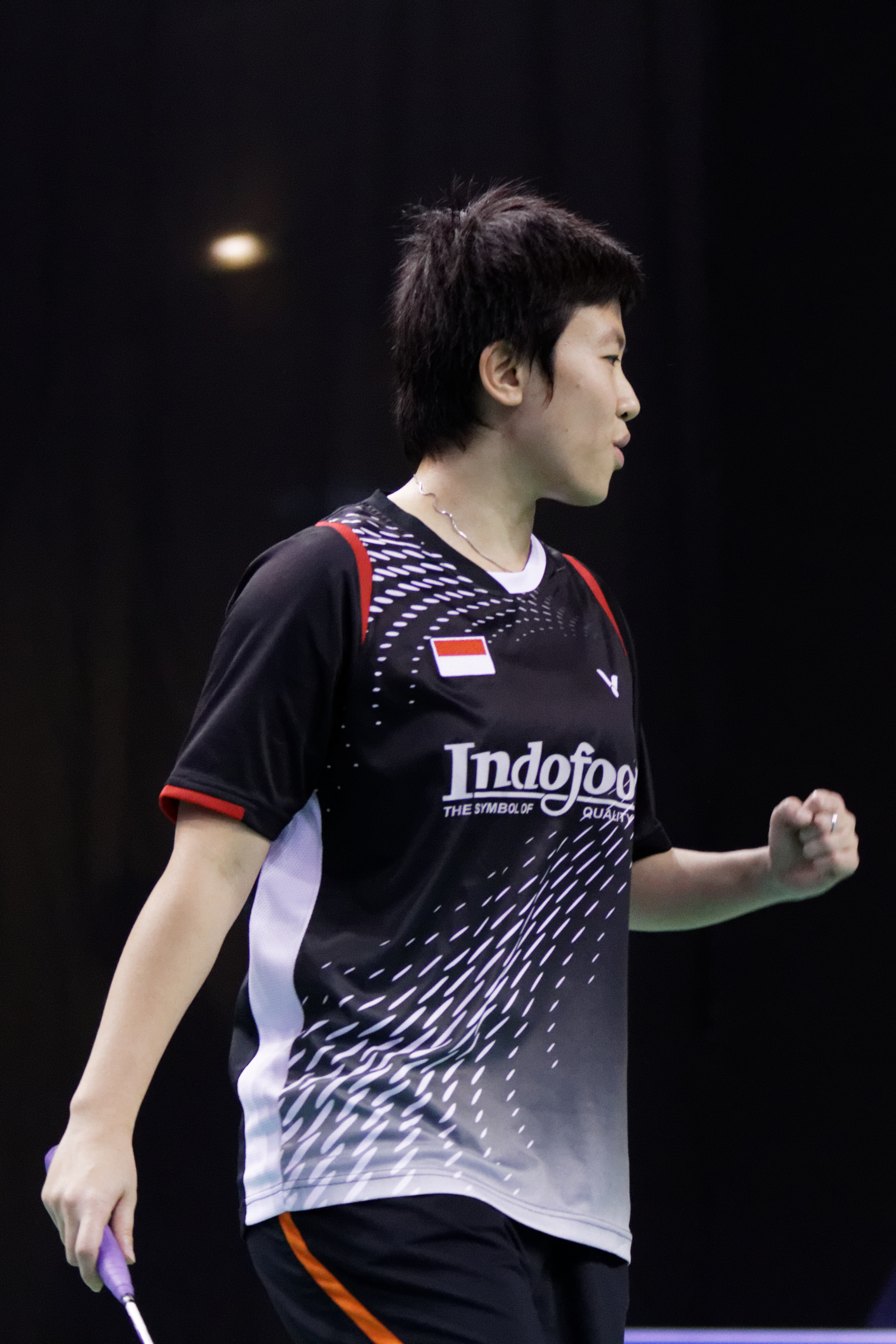
Lilyana Natsir, Silber 2008, Olympiasieg 2016
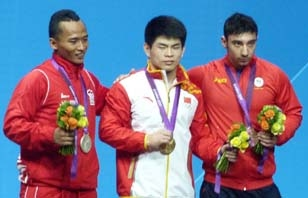
Siegerehrung im Gewichtheben 2012: links Triyatno mit Silber

### Jugendspiele
14 Jugendliche, sieben Jungen und sieben Mädchen, nahmen bei den ersten Olympischen Jugend-Sommerspielen 2010 in Singapur in den Sportarten Bogenschießen, Badminton, Radsport, Schwimmen, Taekwondo, Tennis und Gewichtheben teil. Die Gewichtheberin Dewi Safitri gewann im Federgewicht die Bronzemedaille.
Bei den Olympischen Jugend-Sommerspielen 2014 in Nanjing nahmen 27 Jugendliche teil, diesmal 14 Jungen und 13 Mädchen. Die Athleten traten in den Sportarten Leichtathletik, Bogenschießen, Badminton, Basketball, Beach-Volleyball, Rudern, Segeln, Schießen, Schwimmen und Gewichtheben an. Anthony Ginting gewann im Einzel des Badmintonturniers die Bronzemedaille. Im Vierer-Basketball konnte in der Vorrunde die indonesische Jungenmannschaft Deutschland mit 10:9 schlagen.

## Übersicht der Teilnehmer

### Sommerspiele
| Jahr      | Athleten           | Athleten           | Athleten           | Flaggenträger          | Sportarten         | Sportarten         | Sportarten         | Sportarten         | Sportarten         | Sportarten         | Sportarten         | Sportarten         | Sportarten         | Sportarten         | Sportarten         | Sportarten         | Sportarten         | Sportarten         | Sportarten         | Sportarten         | Sportarten         | Sportarten         | Sportarten         | Sportarten         | Medaillen          | Medaillen          | Medaillen          | Medaillen          | Medaillen          |
| Jahr      | Gesamt             | m                  | w                  | Flaggenträger          | Leichtathletik     | Schwimmen          | Gewichtheben       | Fußball            | Fechten            | Schießen           | Boxen              | Radsport           | Segeln             | Bogenschießen      | Wasserspringen     | Tischtennis        | Tennis             | Ringen             | Badminton          | Kanusport          | Judo               | Beach-Volleyball   | Taekwondo          | Rudern             |                    |                    |                    | Gesamt             | Rang               |
| --------- | ------------------ | ------------------ | ------------------ | ---------------------- | ------------------ | ------------------ | ------------------ | ------------------ | ------------------ | ------------------ | ------------------ | ------------------ | ------------------ | ------------------ | ------------------ | ------------------ | ------------------ | ------------------ | ------------------ | ------------------ | ------------------ | ------------------ | ------------------ | ------------------ | ------------------ | ------------------ | ------------------ | ------------------ | ------------------ |
| 1896–1948 | nicht teilgenommen | nicht teilgenommen | nicht teilgenommen | nicht teilgenommen     | nicht teilgenommen | nicht teilgenommen | nicht teilgenommen | nicht teilgenommen | nicht teilgenommen | nicht teilgenommen | nicht teilgenommen | nicht teilgenommen | nicht teilgenommen | nicht teilgenommen | nicht teilgenommen | nicht teilgenommen | nicht teilgenommen | nicht teilgenommen | nicht teilgenommen | nicht teilgenommen | nicht teilgenommen | nicht teilgenommen | nicht teilgenommen | nicht teilgenommen | nicht teilgenommen | nicht teilgenommen | nicht teilgenommen | nicht teilgenommen | nicht teilgenommen |
| 1952      | 3                  | 3                  | 0                  |                        | 1                  | 1                  | 1                  |                    |                    |                    |                    |                    |                    |                    |                    |                    |                    |                    |                    |                    |                    |                    |                    |                    |                    |                    |                    |                    |                    |
| 1956      | 22                 | 20                 | 2                  |                        | 3                  | 3                  | 1                  | 13                 | 1                  | 1                  |                    |                    |                    |                    |                    |                    |                    |                    |                    |                    |                    |                    |                    |                    |                    |                    |                    |                    |                    |
| 1960      | 22                 | 20                 | 2                  |                        | 1                  | 2                  | 2                  |                    | 4                  | 1                  | 3                  | 4                  | 5                  |                    |                    |                    |                    |                    |                    |                    |                    |                    |                    |                    |                    |                    |                    |                    |                    |
| 1964      | nicht teilgenommen | nicht teilgenommen | nicht teilgenommen | nicht teilgenommen     | nicht teilgenommen | nicht teilgenommen | nicht teilgenommen | nicht teilgenommen | nicht teilgenommen | nicht teilgenommen | nicht teilgenommen | nicht teilgenommen | nicht teilgenommen | nicht teilgenommen | nicht teilgenommen | nicht teilgenommen | nicht teilgenommen | nicht teilgenommen | nicht teilgenommen | nicht teilgenommen | nicht teilgenommen | nicht teilgenommen | nicht teilgenommen | nicht teilgenommen | nicht teilgenommen | nicht teilgenommen | nicht teilgenommen | nicht teilgenommen | nicht teilgenommen |
| 1968      | 6                  | 6                  | 0                  |                        |                    |                    | 3                  |                    |                    |                    |                    |                    | 3                  |                    |                    |                    |                    |                    |                    |                    |                    |                    |                    |                    |                    |                    |                    |                    |                    |
| 1972      | 6                  | 3                  | 3                  | Wiem Gommies           | 1                  |                    | 1                  |                    |                    |                    | 2                  |                    |                    | 1                  | 1                  |                    |                    |                    |                    |                    |                    |                    |                    |                    |                    |                    |                    |                    |                    |
| 1976      | 7                  | 5                  | 2                  | Donald Pandiangan      | 1                  | 1                  | 1                  |                    |                    |                    | 2                  |                    |                    | 2                  |                    |                    |                    |                    |                    |                    |                    |                    |                    |                    |                    |                    |                    |                    |                    |
| 1980      | nicht teilgenommen | nicht teilgenommen | nicht teilgenommen | nicht teilgenommen     | nicht teilgenommen | nicht teilgenommen | nicht teilgenommen | nicht teilgenommen | nicht teilgenommen | nicht teilgenommen | nicht teilgenommen | nicht teilgenommen | nicht teilgenommen | nicht teilgenommen | nicht teilgenommen | nicht teilgenommen | nicht teilgenommen | nicht teilgenommen | nicht teilgenommen | nicht teilgenommen | nicht teilgenommen | nicht teilgenommen | nicht teilgenommen | nicht teilgenommen | nicht teilgenommen | nicht teilgenommen | nicht teilgenommen | nicht teilgenommen | nicht teilgenommen |
| 1984      | 16                 | 13                 | 3                  | Luki Niode             | 5                  | 1                  | 3                  |                    |                    | 2                  | 3                  |                    |                    | 2                  |                    |                    |                    |                    |                    |                    |                    |                    |                    |                    |                    |                    |                    |                    |                    |
| 1988      | 29                 | 23                 | 6                  | Kartar Singh           | 5                  | 2                  | 5                  |                    | 2                  | 1                  | 2                  |                    | 2                  | 4                  |                    | 1                  | 3                  | 2                  |                    |                    |                    |                    |                    |                    |                    |                    |                    |                    |                    |
| 1992      | 42                 | 27                 | 15                 | Christian Hadinata     |                    |                    | 4                  |                    | 2                  |                    | 2                  | 2                  |                    | 4                  |                    | 3                  | 5                  |                    | 13                 | 3                  | 4                  |                    |                    |                    | 2                  | 2                  | 1                  | 5                  | 36                 |
| 1996      | 40                 | 23                 | 17                 | Hendrik Simangunsong   | 1                  | 1                  | 1                  |                    |                    |                    | 4                  |                    | 1                  | 3                  |                    | 2                  | 2                  |                    | 20                 |                    | 1                  | 4                  |                    |                    | 1                  | 1                  | 2                  | 4                  | 41                 |
| 2000      | 47                 | 27                 | 20                 | Rexy Mainaky           | 5                  | 6                  | 3                  |                    |                    |                    | 2                  |                    | 1                  | 1                  | 3                  | 2                  | 2                  |                    | 19                 |                    | 2                  |                    | 1                  |                    | 1                  | 3                  | 2                  | 6                  | 38                 |
| 2004      | 38                 | 22                 | 16                 | Oka Sulaksana          | 2                  | 3                  | 6                  |                    |                    | 1                  | 1                  | 1                  | 1                  | 2                  |                    |                    | 2                  |                    | 14                 | 1                  | 1                  |                    | 2                  | 1                  | 1                  | 1                  | 2                  | 4                  | 48                 |
| 2008      | 24                 | 15                 | 9                  | Oka Sulaksana          | 2                  | 2                  | 5                  |                    |                    | 1                  |                    |                    | 1                  | 2                  |                    |                    |                    |                    | 11                 |                    |                    |                    |                    |                    | 1                  | 1                  | 4                  | 6                  | 40                 |
| 2012      | 22                 | 13                 | 9                  | I Gede Siman Sudartawa | 2                  | 1                  | 6                  |                    | 1                  | 1                  |                    |                    |                    | 1                  |                    |                    |                    |                    | 9                  |                    | 1                  |                    |                    |                    |                    | 2                  | 1                  | 3                  | 60                 |
| 2016      | 28                 | 17                 | 11                 | Maria Londa            | 2                  | 2                  | 7                  |                    |                    |                    |                    | 1                  |                    | 4                  |                    |                    |                    |                    | 10                 |                    |                    |                    |                    | 2                  | 1                  | 2                  |                    | 3                  | 46                 |
| Gesamt    | Gesamt             | Gesamt             | Gesamt             | Gesamt                 | Gesamt             | Gesamt             | Gesamt             | Gesamt             | Gesamt             | Gesamt             | Gesamt             | Gesamt             | Gesamt             | Gesamt             | Gesamt             | Gesamt             | Gesamt             | Gesamt             | Gesamt             | Gesamt             | Gesamt             | Gesamt             | Gesamt             | Gesamt             | 7                  | 13                 | 12                 | 32                 | 50                 |

### Winterspiele
| Jahr      | Athleten           | Athleten           | Athleten           | Flaggenträger      | Sportarten         | Medaillen          | Medaillen          | Medaillen          | Medaillen          | Medaillen          |
| Jahr      | Gesamt             | m                  | w                  | Flaggenträger      | Sportarten         |                    |                    |                    | Gesamt             | Rang               |
| --------- | ------------------ | ------------------ | ------------------ | ------------------ | ------------------ | ------------------ | ------------------ | ------------------ | ------------------ | ------------------ |
| 1924–2018 | nicht teilgenommen | nicht teilgenommen | nicht teilgenommen | nicht teilgenommen | nicht teilgenommen | nicht teilgenommen | nicht teilgenommen | nicht teilgenommen | nicht teilgenommen | nicht teilgenommen |
| Gesamt    | Gesamt             | Gesamt             | Gesamt             | Gesamt             | Gesamt             | 0                  | 0                  | 0                  | 0                  | -                  |

## Liste der Medaillengewinner

### Goldmedaillen
| Name                          | Spiele              | Sportart      | Disziplin     |
| ----------------------------- | ------------------- | ------------- | ------------- |
| Alan Budikusuma               | 1992 Barcelona      | Badminton     | Herren Einzel |
| Susi Susanti                  | 1992 Barcelona      | Badminton     | Damen Einzel  |
| Rexy Mainaky Ricky Subagja    | 1996 Atlanta        | Badminton     | Herren Doppel |
| Tony Gunawan Candra Wijaya    | 2000 Sydney         | Badminton     | Herren Doppel |
| Taufik Hidayat                | 2004 Athen          | Badminton     | Herren Einzel |
| Hendra Setiawan Markis Kido   | 2008 Peking         | Badminton     | Herren Doppel |
| Liliyana Natsir Tontowi Ahmad | 2016 Rio de Janeiro | Badminton     | Mixed         |
| Veddriq Leonardo              | 2024 Paris          | Sportklettern | Speed         |
| Rizki Juniansyah              | 2024 Paris          | Gewichtheben  | 73 kg         |

### Silbermedaillen
| Name                                                 | Spiele              | Sportart      | Disziplin        |
| ---------------------------------------------------- | ------------------- | ------------- | ---------------- |
| Nurfitriyana Saiman Kusuma Wardhani Lilies Handayani | 1988 Seoul          | Bogenschießen | Frauenmannschaft |
| Ardy Wiranata                                        | 1992 Barcelona      | Badminton     | Herren Einzel    |
| Eddy Hartono Rudy Gunawan                            | 1992 Barcelona      | Badminton     | Herren Doppel    |
| Mia Audina                                           | 1996 Atlanta        | Badminton     | Damen Einzel     |
| Hendrawan                                            | 2000 Sydney         | Badminton     | Herren Einzel    |
| Tri Kusharyanto Minarti Timur                        | 2000 Sydney         | Badminton     | Mixed            |
| Raema Lisa Rumbewas                                  | 2000 Sydney         | Gewichtheben  | Fliegengewicht   |
| Raema Lisa Rumbewas                                  | 2004 Athen          | Gewichtheben  | Federgewicht     |
| Nova Widianto Liliyana Natsir                        | 2008 Peking         | Badminton     | Mixed            |
| Triyatno                                             | 2012 London         | Gewichtheben  | Leichtgewicht    |
| Citra Febrianti                                      | 2012 London         | Gewichtheben  | Federgewicht     |
| Eko Yuli Irawan                                      | 2016 Rio de Janeiro | Gewichtheben  | Federgewicht     |
| Sri Wahyuni Augstiani                                | 2016 Rio de Janeiro | Gewichtheben  | Fliegengewicht   |

### Bronzemedaillen
| Name                            | Spiele         | Sportart     | Disziplin      |
| ------------------------------- | -------------- | ------------ | -------------- |
| Hermawan Susanto                | 1992 Barcelona | Badminton    | Herren Einzel  |
| Antonius Ariantho Denny Kantono | 1996 Atlanta   | Badminton    | Herren Doppel  |
| Susi Susanti                    | 1996 Atlanta   | Badminton    | Damen Einzel   |
| Sri Indriyani                   | 2000 Sydney    | Gewichtheben | Fliegengewicht |
| Winarni Binti Slamet            | 2000 Sydney    | Gewichtheben | Federgewicht   |
| Sony Dwi Kuncoro                | 2004 Athen     | Badminton    | Herren Einzel  |
| Eng Hian Flandy Limpele         | 2004 Athen     | Badminton    | Herren Doppel  |
| Maria Kristin Yulianti          | 2008 Peking    | Badminton    | Damen Einzel   |
| Eko Yuli Irawan                 | 2008 Peking    | Gewichtheben | Bantamgewicht  |
| Triyatno                        | 2008 Peking    | Gewichtheben | Federgewicht   |
| Raema Lisa Rumbewas             | 2008 Peking    | Gewichtheben | Federgewicht   |
| Eko Yuli Irawan                 | 2012 London    | Gewichtheben | Federgewicht   |
| Gregoria Mariska Tunjung        | 2024 Paris     | Badminton    | Damen Einzel   |

## Medaillen nach Sportart
| Sportart      | Gold | Silber | Bronze | Gesamt |
| Badminton     | 7    | 6      | 7      | 20     |
| Gewichtheben  | 1    | 6      | 6      | 13     |
| Bogenschießen | 0    | 1      | 0      | 1      |
| Sportklettern | 1    | 0      | 0      | 1      |
| Gesamt        | 9    | 13     | 13     | 35     |